# Багануур
Багануур (до 1989 года по-русски именовался Багану́р, монг. Багануур — «Малое озеро») — один из девяти административных районов особой административной единицы Монголии — столичного города Улан-Батор.
Из-за удалённого расположения (138 км по автодороге к юго-востоку от столицы, между аймаками Туве и Хэнтий) Багануур воспринимается как отдельный город. В градостроительном отношении — это самостоятельный населённый пункт площадью 620 км². Административно подразделяется на 4 микрорайона (монг. хороо). Население — около 26 тыс. человек.

## История
Советские геологи разведали в окрестностях будущего города (в верховьях реки Керулен, на правом его берегу, в южных отрогах гор Хэнтэй) месторождение энергетических бурых углей. Первые работники прибыли на место будущего строительства в начале 1978 года; в мае-июне 1979, после (и по всей видимости, в качестве отклика на события) Китайско-вьетнамской войны 1979 года, в окрестностях города была дислоцирована советская Мотострелковая дивизия. Впоследствии с экономической помощью СССР начал разрабатываться Баганурский угольный разрез и построена городская инфраструктура. Ныне Багануур является одним из крупнейших промышленных центров Монголии и входит в десятку крупнейших городов страны. Иногда в средствах массовой информации возникает тема выделения Багануура из состава Улан-Батора и придания ему статуса самостоятельного города.

## Транспорт
Багануур является конечной точкой железнодорожной ветки длиной 93 км, которая связывает его с магистральной линией Трансмонгольской железной дороги в Багахангае. Из-за высокой стоимости эксплуатации Улан-Баторская железная дорога прекратила пассажирское сообщение с Баганууром, оставив грузовые поезда, везущие, как правило, каменный уголь и следующие к ближайшим городам. К Баганууру также ведёт 138 км асфальтовое шоссе, построенное в 2004 году.

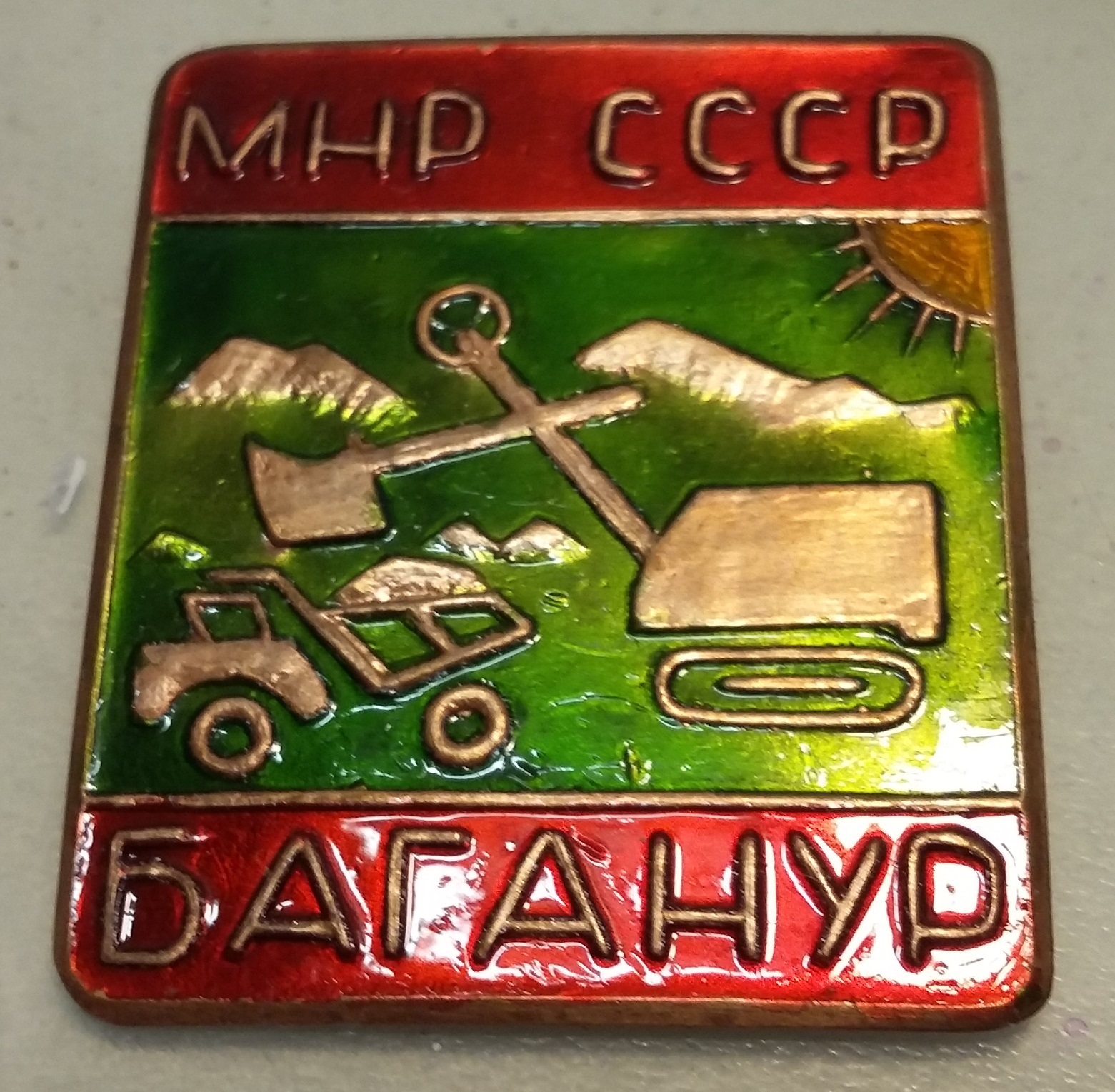
Угольный разрез Багануур, значок 1970-1980-х годов.

## События
30 апреля 1992 года постановлением правительства РФ № 275 была прекращена деятельность Генерального консульства России в Баганууре.
31 декабря 2007 года Багануур стал центром массового отравления метанолом, что явилось следствием использования при производстве местной водки импортированного из Китая сырья, приобретённого у случайного поставщика. Смертельно отравилось 14 человек, другие пострадавшие были госпитализированы. Этот случай привёл к полному запрету на продажу водки в Улан-Баторе в течение нескольких дней, а также подчеркнул одну из проблем продовольственной безопасности Монголии.